# Твърдишки проход

Твърдишкият проход е планински проход (седловина) в централната част на Елено-Твърдишка планина (част от Средна Стара планина), в Община Елена, област Велико Търново и Община Твърдица, област Сливен.
Дължината на прохода е 31,7 km, надморска височина на седловината – 1048 m.
Проходът свързва Твърдишката котловина на юг с град Елена на север. Започва от северния край на град Твърдица на 396 m н.в. и се насочва на север, нагоре по долината на Твърдишка река (Топлата река, ляв приток на Тунджа, влива се в язовир „Жребчево“). След множество завои, серпентини и на места доста голям наклон, след 17,4 km се изкачва на седловината на 1048 m н.в. От там трасето се спуска по северния склон на планината, вече с плавен наклон и много по-малко завои и след 14,3 km западно от село Буйновци проходът завършва на 624 m н.в.
През него преминава участък от 31,7 km от третокласния Републикански път III-662 (от km 29,8 до km 61,5), Нова Загора – Твърдица – Елена. През зимния сезон проходът не се поддържа и се затваря за движение на МПС. Пътната настилка е тясна и в сравнение със съседните му на запад Проход на Републиката и на изток Вратник проходи е по-малко използван. На седловината надясно (на изток) се отклонява път за хижа „Чумерна“, минно селище Шешкинград, мина „Чумерна“ и село Боров дол.

## Други
На Твърдишкия проход е наречена улица в кварталите „Стрелбище“ и „Гоце Делчев“ в София (Карта).

## Топографска карта
- Лист от карта K-35-40. Мащаб: 1 : 100 000.